# سان أندريس
سان أندريس هي عاصمة إدارة أرخبيل سان أندريس، في كولومبيا. حسب إحصاء 2005 بلغ عدد سكانها 55,426 نسمة.